# Corallina officinalis
Espèce
Corallina officinalis, la Coralline officinale, est une espèce d'algue rouge de la famille des Corallinaceae.
Cette espèce se trouve principalement sur les pourtours des flaques de marée, mais aussi dans des crevasses sur le reste de l'estran rocheux. Généralement en bas d'estran, où les algues de type Fucus sont absentes, sur les côtes exposées on la retrouve jusqu'en haut de marée.
Corallina officinalis possède des cellules calcifiées qui permettent de renforcer le thalle. Ces dépôts blancs de carbonate de calcium sont la cause de la couleur rose de l'algue et protègent l'algue des brouteurs benthiques.

## Liste des variétés et formes
Selon NCBI (5 mars 2016) :
- variété Corallina officinalis var. chilensis

Selon World Register of Marine Species (5 mars 2016) :
- variété Corallina officinalis var. chilensis (Decaisne) Kützing, 1858
- variété Corallina officinalis var. paltonophora Kützing
- forme Corallina officinalis f. flexilis Kjellman, 1883